# Японские числительные
Япо́нские числи́тельные — совокупность заимствованной китайской системы счёта и исконно японской, использующаяся для записи чисел в современной Японии. Из-за дублирования собственной системы счёта заимствованной китайской, у всех чисел есть как минимум два чтения: онное и кунное.

## Японские числительные
Сегодня японцы пользуются как арабскими цифрами (1, 2, 3), так и китайскими иероглифическими (一, 二, 三). Арабские обычно используются в горизонтальном письме, а китайские — в вертикальном.
| Число             | Иероглиф         | Обычное чтение | Онное чтение | Кунное чтение    |
| ----------------- | ---------------- | -------------- | ------------ | ---------------- |
| 0                 | 零 / 〇¹         | дзэро          | рэй          | дзэро            |
| 1                 | 一               | ити            | ити, ицу     | хито, хитоцу     |
| 2                 | 二               | ни             | ни, дзи      | фута, футацу     |
| 3                 | 三               | сан            | сан          | ми, мицу, митцу  |
| 4                 | 四               | ён             | си           | ён, ё, ёцу, ётцу |
| 5                 | 五               | го             | го           | ицуцу            |
| 6                 | 六               | року           | року         | муцу, мутцу      |
| 7                 | 七               | нана           | сити         | нана, нанацу     |
| 8                 | 八               | хати           | хати         | яцу, ятцу        |
| 9                 | 九               | кю:            | кю:, ку      | коконо, коконоцу |
| 10                | 十               | дзю:           | дзю:         | тоо              |
| 20                | 二十, 卄, 廾, 廿 | нидзю:         | нидзю:       | хатати           |
| 30                | 三十, 卅, 丗     | сандзю:        | сандзю:      | мисо             |
| 100               | 百               | хяку           | хяку         | момо             |
| 1000              | 千²              | сэн            | сэн          | ти               |
| 10 000            | 万               | ман            | ман          | ёродзу           |
| 100 000 000       | 億               | оку            | оку          | —                |
| 1 000 000 000 000 | 兆               | тё:            | тё:          | —                |

1. Чтение «мару» (круг) используется при назывании цифр по одной, одним из примеров является название знаменитого «Магазина 109» в Сибуе: «ити, мару, кю». Его также в шутку читают «десять-девять» (яп.  то:кю:, намёк на название универсального магазина Токю, расположенного в этом здании).
2. Тысяча (яп. 千) — популярный компонент японских имён и топонимов. (см. ниже)

Начиная с «ман» (万), в цифрах перестают пропускать единицу в начале: сто иен (яп. 百円 хяку эн), тысяча иен (яп. 千円), десять тысяч иен (яп. 一万円 итиман эн).
Цифры 4 и 9 считаются в японской культуре несчастливыми: 4 — омофон слова смерть  (яп. 死 си), 9 — омофон слова «страдание»,  (яп. 苦 ку). Также несчастливым считается число 13, но это заимствование аналогичного страха у американской и европейской культур.
В современном японском все цифры, кроме 4 и 7, читаются по о́ну: 4,79 = «ён тэн нана кю». Тем не менее в названиях месяцев даже 4 и 7 читаются по о́ну: апрель — сигацу (яп. 四月, четвёртый месяц), июль — ситигацу (яп. 七月, седьмой месяц), сентябрь — кугацу (яп. 九月, девятый месяц).
- Десятки образуются прибавлением спереди слова «десять» соответствующего множителя: 20 (яп. 二十 нидзю:), 30 (яп. 三十 сандзю:) и так далее.
- Сотни образуются прибавлением множителя к слову «сто»: 200 (яп. 二百 нихяку), 300 (яп. 三百 самбяку).
- Для образования тысяч используется слово «тысяча» (сэн).
- Кроме того, имеется устаревший множитель для образования чисел от 30 до 90: ку́нное чтение + «со» — мисо, ёсо, исо, мусо, нанасо, ясо, коконосо.

| Число | Кандзи     | Чтение               |
| ----- | ---------- | -------------------- |
| 11    | 十一       | дзю: ити             |
| 17    | 十七       | дзю: нана, дзю: сити |
| 151   | 百五十一   | хяку годзю: ити      |
| 302   | 三百二     | самбяку ни*          |
| 469   | 四百六十九 | ёнхяку рокудзю: кю:  |
| 2025  | 二千二十五 | нисэн нидзю: го      |

* Хяку превращается в бяку из-за рэндаку.

## Степени десятки

### Большие числа
Японская система счёта группирует цифры в числах четвёрками, а не тройками, как европейская.
| Степень 10 | 104 | 108 | 1012 | 1016 | 1020 | 1024    | 1028 | 1032 | 1036 | 1040 | 1044 | 1048 | 1052 или 1056 | 1056 или 1064 | 1060 или 1072 | 1064 или 1080 | 1068 или 1088 |
| Иероглиф   | 万  | 億  | 兆   | 京   | 垓   | 𥝱, 秭  | 穣   | 溝   | 澗   | 正   | 載   | 極   | 恒河沙        | 阿僧祇        | 那由他/那由多 | 不可思議      | 無量大数      |
| Чтение     | ман | оку | тё:  | кэй  | гай  | дзё, си | дзё: | ко:  | кан  | сэй  | сай  | гоку | го: ганся     | асо: ги       | наюта         | фукасиги      | мурё: тайсу:  |

Вариативность появилась из-за появления старейшего японского математического трактата Дзинкоки, первое издание которого вышло в 1627 году. В Дзинкоки содержалось множество ошибок, часть которых была исправлена в издании 1631 года, а часть — в 1634 году.
Примеры: (деление цифр на группы дано в целях удобства восприятия)
- 1 0000 : 一万 (итиман)
- 983 6703 : 九百八十三万 六千七百三 (кю: хяку хатидзю: самман рокусэн нанахяку сан)
- 20 3652 1801 : 二十億 三千六百五十二万 千八百一 (нидзю: оку сандзэн роппяку годзю: ниман сэн хаппяку ити)

Когда в японском тексте встречаются арабские цифры, они записываются по американскому образцу: с запятыми между разрядами каждые три цифры. Европейская нотация может использоваться также при записи чисел цифрами не больше мана: 25 000 000 можно записать как 2 500万.
В японском при записи длинных чисел нули разрядов пропускаются, в отличие от китайского, где ноль обязателен к записи: 4002 по-японски записывается 四千二 (4*1000 + 2), а по-китайски — 四千零二 (4*1000, 0, 2). Несмотря на это, при чтении ноль иногда проговаривается, для этого используются слова тоби (飛び) или тондэ (飛んで): «ёнсэн тоби ни» вместо «ёнсэн ни».

### Малые числа
В японском имеется две системы названий десятичных дробей. Они почти не используются в обычной жизни, но существуют в некоторых специальных областях, например, в подсчёте статистики бейсболистов и спортивных команд, а также нескольких идиомах, например,  (яп. 五分五分の勝負, 50 на 50).
Первая система:
| Степень десятки | 10−1 | 10−2 | 10−3 | 10−4 | 10−5 | 10−6 | 10−7 | 10−8 | 10−9 | 10−10 |
| Кандзи          | 分   | 厘   | 毛   | 糸   | 忽   | 微   | 繊   | 沙   | 塵   | 埃    |
| Чтение          | бу   | рин  | мо:  | си   | коцу | би   | сэн  | ся   | дзин | ай    |

Эта система используется при образовании традиционных японских мер.
Другая система считает доли иначе:
| Степень десятки | 10−1 | 10−2 | 10−3 | 10−4 | 10−5 |
| Кандзи          | 割   | 分   | 厘   | 毛   | 糸   |
| Чтение          | вари | бу   | рин  | мо:  | си   |

Эта система используется при назывании цен:
- (яп. 一割五分引き итивари гобу бики, 15-процентная скидка)
- (яп. 打率三割八分九厘 дарицу санвари хатибу кю:рин, процент отбитых мячей — 0,389)

За исключением «вари» эта система редко используется.

## В именах
Существуют имена Тиёко (яп. 千代子, дословно «тысяча лет» (женское)), Тидзуру (яп. 千鶴, дословно «тысяча журавлей» (женское)), Тикао (яп. 千禾夫, дословно «муж — тысяча колосьев»), фамилия Титака (яп. 千鷹, дословно «тысяча соколов»). Одна из японских префектур называется Тиба (яп. 千葉, дословно «тысяча листьев»). В аниме «Унесённые призраками» обыгрывается неоднозначность прочтения иероглифа 千 — «сэн» или «ти»: имя главной героини — Тихиро (яп. 千尋, дословно «тысяча хиро», «бездонная глубина»); колдунья «забирает» имя у Тихиро, оставляя ей только один иероглиф и меняя его прочтение. Отныне Тихиро зовётся Сэн (яп. 千, тысяча).
Кроме того, есть последовательность мужских имён, которыми называют детей по порядку рождения:
1. Итиро (яп. 一郎 итиро:, первый сын),
2. Дзиро (яп. 二郎 дзиро:, второй сын),
3. Сабуро (яп. 三郎 сабуро:),
4. Сиро (яп. 四郎 сиро:),
5. Горо (яп. 五郎 горо:),
6. Рокуро (яп. 六郎 рокуро:),
7. Ситиро (яп. 七郎 ситиро:),
8. Хатиро (яп. 八郎 хатиро:),
9. Куро (яп. 九郎 куро:),
10. Дзюро (яп. 十郎 дзю:ро:),
11. Тоитиро (яп. 十一郎 тоитиро:) или Дзюитиро (яп. 十一郎 дзю:итиро:),
12. Дзюдзиро (яп. 十二郎 дзю:дзиро:),
13. Тосабуро (яп. 十三郎 тосабуро:) или Дзюсабуро (яп. 十三郎 дзю:сабуро:).

После Второй мировой войны имена «больше» Сабуро почти вышли из употребления. Кроме указанных имён есть даже Дзюсиро (яп. 十四郎 дзю:сиро:, четырнадцатый сын) и Хякуро (яп. 百郎 хякуро:, сотый сын): их, кроме прочих, носят актёр Кабуки Дзюсиро Коноэ (近衛 十四郎) и мангака Хякуро Мурасаки (村崎 百郎).

## Официальное использование
Кроме обычных иероглифических цифр имеется особый набор знаков, которыми числа обозначаются в официальных и финансовых документах во избежание подделки. Они называются дайдзи (яп. 大字). Сегодня используются дайдзи единицы, двойки, тройки и десятки — эти знаки в стандартном написании легко превратить в другие: единицу — в двойку, тройку — в пятёрку, десятку в тысячу. В официальной записи единица разряда всегда ставится: 壱百壱拾 (1×100 + 1×10 = 110), обычно это число записывается как 百十.
Официальные цифры:
| Цифра  | Обычно | Официально   | Официально |
| Цифра  | Обычно | Используется | Устаревшая |
| ------ | ------ | ------------ | ---------- |
| 1      | 一     | 壱           | 壹         |
| 2      | 二     | 弐           | 貳         |
| 3      | 三     | 参           | 參         |
| 4      | 四     | 四           | 肆         |
| 5      | 五     | 五           | 伍         |
| 6      | 六     | 六           | 陸         |
| 7      | 七     | 七           | 柒, 漆     |
| 8      | 八     | 八           | 捌         |
| 9      | 九     | 九           | 玖         |
| 10     | 十     | 拾           | 拾         |
| 100    | 百     | 百           | 佰         |
| 1000   | 千     | 千           | 阡, 仟     |
| 10 000 | 万     | 万, 萬       | 萬         |

Банкноты достоинством 1000 иен, 2000 иен, 5000 иен и 10 000 иен имеют маркировку официальными цифрами: 壱千, 弐千, 五千, 壱万.

## Старояпонские цифры
В старояпонском имелись числительные, которые сегодня уже не используются.
Примечания:
- Транскрипция основывается на фонематическом принципе и не отражает реальное звучание японского того времени. См. статью старояпонский язык.
- Также см. дзёдай токусю канадзукай.
- Подстрочные цифры означают тип гласного. См. Старояпонский язык.

| Цифра | Чтение      | Пример | Примечания                                                                      |
| ----- | ----------- | --- | ------------------------------------------------------------------------------- |
| 1     | hi1to2      | hi1to2hi1 (1 день), hi1to2to2se (один год)                                                                |                                                                                 |
| 2     | huta        | hutayo1 (две ночи)                                                                                        |                                                                                 |
| 3     | mi1         | mi1so1 (30)                                                                                               |                                                                                 |
| 4     | yo2         | yo2so1 (40), yo2tari (4 человека)                                                                         |                                                                                 |
| 5     | itu         | ituto2se (5 лет)                                                                                          |                                                                                 |
| 6     | mu          | mutuma (6 когтей)                                                                                         |                                                                                 |
| 7     | nana        | nanase | Может означать «много»                                                          |
| 8     | ya          | yakumo1 (много облаков)                                                                                   | Также может означать «много».                                                   |
| 9     | ko2ko2no2   | ko2ko2no2hashira (9 благородных или богов)                                                                |                                                                                 |
| 10    | to2 и to2wo | to2woka (10 дней)                                                                                         |                                                                                 |
| 10    | so1         | mi1so1 (30), yo2so1 (40), muso1 (60), yaso (80)                                                           | Используется только в сложных словах.                                           |
| 20    | hata        | hatati (20), hatatari (20 людей), hatato2se (20 лет)                                                      |                                                                                 |
| 50    | i           | ika (50 дней)                                                                                             |                                                                                 |
| 100   | ho          | iho (500), ihoto2se (500 лет), ihoyo2 (500 ночей), yaho (800), mi1ho (300), muho (600), ko2ko2no2ho (900) | Иногда используется для разряда сотен: 800 (яп. 八百 яо, яхо).                  |
| 100   | mo1mo1      | mo1mo1ka (много дней)                                                                                     | «Момо» используется в смысле «сотня», например «сотни раз» (яп. 百度 момотаби). |
| 1000  | ti          | tito2se (1000 лет, тысячи лет)                                                                            | Продолжает использоваться в смысле «тысяча лет», Титосэ (яп. 千年)              |